# Gran Premio di superbike di Phillip Island 1990
Il Gran Premio di Superbike di Phillip Island 1990 è stata la penultima prova del campionato mondiale Superbike 1990 ed è stato disputato l'11 novembre sul Circuito di Phillip Island. Ha visto la vittoria di Peter Goddard in gara 1, mentre la gara 2 è stata vinta da Robert Phillis.
Nelle prime due stagioni del campionato mondiale Superbike, la prova australiana era stata disputata su circuito dell'Oran Park, da questa edizione ha iniziato a svolgersi invece sul circuito di Phillip Island.
Con i risultati acquisiti, al termine delle gare il pilota francese Raymond Roche su motocicletta Ducati ha ottenuto la certezza matematica del titolo iridato, essendo ormai il suo vantaggio incolmabile da parte del secondo in classifica, l'italiano Fabrizio Pirovano.

## Risultati

### Gara 1

#### Arrivati al traguardo[3]
| Pos. | Nº | Pilota            | Motocicletta | Tempo     | Griglia | Punti |
| ---- | -- | ----------------- | ------------ | --------- | ------- | ----- |
| 1º   | 37 | Peter Goddard     | Yamaha       | 36:50.800 | 1º      | 20    |
| 2º   | 4  | Fabrizio Pirovano | Yamaha       | +0:11.160 | 4º      | 17    |
| 3º   | 10 | Michael Dowson    | Kawasaki     | +0:15.390 | 2º      | 15    |
| 4º   | 16 | Malcolm Campbell  | Honda        | +0:15.620 | 15º     | 13    |
| 5º   | 3  | Raymond Roche     | Ducati       | +0:16.080 | 10º     | 11    |
| 6º   | 50 | René Bongers      | Yamaha       | +0:16.620 | 3º      | 10    |
| 7º   | 25 | Scott Doohan      | Honda        | +0:24.340 | 7º      | 9     |
| 8º   | 14 | Aaron Slight      | Kawasaki     | +0:24.640 | 14º     | 8     |
| 9º   | 7  | Terry Rymer       | Yamaha       | +0:27.670 | 8º      | 7     |
| 10º  | 9  | Jari Suhonen      | Yamaha       | +0:31.210 | 11º     | 6     |
| 11º  | 46 | Steve Martin      | Suzuki       | +0:33.470 | 13º     | 5     |
| 12º  | 19 | Robert McElnea    | Yamaha       | +0:33.860 | 6º      | 4     |
| 13º  | 29 | Brian Morrison    | Honda        | +0:54.260 | 12º     | 3     |
| 14º  | 41 | Peter Guest       | Yamaha       | +0:57.350 | 19º     | 2     |
| 15º  | 36 | Ian Short         | Suzuki       | +1:08.190 | 27º     | 1     |
| 16º  | 38 | Michael O'Connor  | Honda        | +1:08.400 | 16º     |       |
| 17º  | 33 | Eddie Kattenberg  | Yamaha       | +1:25.660 | 25º     |       |
| 18º  | 55 | Robert Scolyer    | Kawasaki     | +1:25.970 | 20º     |       |
| 19º  | 32 | Mark Arnold       | Honda        | +1 giro   | 31º     |       |
| 20º  | 30 | Robert Vanolini   | Honda        | +1 giro   | 33º     |       |
| 21º  | 31 | Mark Fissenden    | Honda        | +1 giro   | 30º     |       |

#### Ritirati
| Nº | Pilota           | Motocicletta | Giri     | Griglia |
| -- | ---------------- | ------------ | -------- | ------- |
| 2  | Stéphane Mertens | Honda        | +1 giro  | 5º      |
| 40 | Michael Bubb     | Honda        | +10 giri | 21º     |
| 5  | Anders Andersson | Yamaha       | +11 giri | 22º     |
| 57 | Steve Watts      | Kawasaki     | +15 giri | 34º     |
| 47 | Simon Tate       | Ducati       | +17 giri | 32º     |
| 34 | Roy Leslie       | Ducati       | +17 giri | 18º     |
| 53 | Andrew Roberts   | Yamaha       | +17 giri | 26º     |
| 11 | Robert Phillis   | Kawasaki     | +21 giri | 9º      |
| 45 | Marty Craggill   | Suzuki       | +21 giri | 24º     |

#### Squalificato
| Nº | Pilota        | Motocicletta | Motivo            | Griglia |
| -- | ------------- | ------------ | ----------------- | ------- |
| 20 | Daryl Beattie | Honda        | Peso non regolare | 17º     |

### Gara 2

#### Arrivati al traguardo[4]
| Pos. | Nº | Pilota            | Motocicletta | Tempo     | Griglia | Punti |
| ---- | -- | ----------------- | ------------ | --------- | ------- | ----- |
| 1º   | 11 | Robert Phillis    | Kawasaki     | 36:44.820 | 9º      | 20    |
| 2º   | 37 | Peter Goddard     | Yamaha       | +0:00.040 | 1º      | 17    |
| 3º   | 16 | Malcolm Campbell  | Honda        | +0:00.060 | 15º     | 15    |
| 4º   | 10 | Michael Dowson    | Kawasaki     | +0:09.750 | 2º      | 13    |
| 5º   | 4  | Fabrizio Pirovano | Yamaha       | +0:20.580 | 4º      | 11    |
| 6º   | 25 | Scott Doohan      | Honda        | +0:26.220 | 7º      | 10    |
| 7º   | 14 | Aaron Slight      | Kawasaki     | +0:30.640 | 14º     | 9     |
| 8º   | 3  | Raymond Roche     | Ducati       | +0:31.000 | 10º     | 8     |
| 9º   | 2  | Stéphane Mertens  | Honda        | +0:34.250 | 5º      | 7     |
| 10º  | 46 | Steve Martin      | Suzuki       | +0:36.640 | 13º     | 6     |
| 11º  | 29 | Brian Morrison    | Honda        | +0:56.240 | 12º     | 5     |
| 12º  | 41 | Peter Guest       | Yamaha       | +0:56.530 | 19º     | 4     |
| 13º  | 38 | Michael O'Connor  | Honda        | +0:56.860 | 16º     | 3     |
| 14º  | 53 | Andrew Roberts    | Yamaha       | +0:57.600 | 26º     | 2     |
| 15º  | 5  | Anders Andersson  | Yamaha       | +1:07.300 | 22º     | 1     |
| 16º  | 55 | Robert Scolyer    | Kawasaki     | +1:08.180 | 20º     |       |
| 17º  | 36 | Ian Short         | Suzuki       | +1:21.310 | 27º     |       |
| 18º  | 40 | Michael Bubb      | Honda        | +1:28.490 | 21º     |       |
| 19º  | 33 | Eddie Kattenberg  | Yamaha       | +1:31.850 | 25º     |       |
| 20º  | 32 | Mark Arnold       | Honda        | +1:38.750 | 31º     |       |
| 21º  | 30 | Robert Vanolini   | Honda        | +1 giro   | 33º     |       |
| 22º  | 31 | Mark Fissenden    | Honda        | +1 giro   | 30º     |       |

#### Ritirati
| Nº | Pilota         | Motocicletta | Giri     | Griglia |
| -- | -------------- | ------------ | -------- | ------- |
| 50 | René Bongers   | Yamaha       | +1 giro  | 3º      |
| 7  | Terry Rymer    | Yamaha       | +1 giro  | 8º      |
| 20 | Daryl Beattie  | Honda        | +18 giri | 17º     |
| 57 | Steve Watts    | Kawasaki     | +18 giri | 34º     |
| 34 | Roy Leslie     | Ducati       | +19 giri | 18º     |
| 47 | Simon Tate     | Ducati       | +20 giri | 32º     |
| 19 | Robert McElnea | Yamaha       | +21 giri | 6º      |
| 9  | Jari Suhonen   | Yamaha       | +22 giri | 11º     |